# Pcháč bezlodyžný
Pcháč bezlodyžný (Cirsium acaule) je vytrvalá, k zemi přitisklá rostlina s velmi krátkou lodyhou a ostnitě zubatými listy. V letních měsících kvete nachovými květy uspořádanými do až 5 cm úborů. Z české přírody, kde je původním druhem, se tato teplomilná bylina postupně vytrácí.

## Rozšíření
Druh je rozšířen, vyjma severských oblastí, téměř po celé Evropě. Na severu prochází hranice přirozeného výskytu Britskými ostrovy a středem Skandinávie, na jihu sahá až ke Středozemnímu moři a od Atlantského pobřeží na západě po Pobaltí, Polsko a Rumunsko na východě.
V České republice se vyskytuje roztroušeně až hojně v teplejších oblastech českého termofytika a mezofytika. Nejčastější je v Polabí, Českém krasu, v Křivoklátské, Doupovské i Plzeňské pahorkatině, naopak neroste na jihu Čech. Na Moravě je vzácnější, vyskytuje se jen v Bílých Karpatech, v Javorníkách a na Vsetínských vrších. V nejnižší nadmořské výšce 170 m n. m. roste u Roudnice nad Labem a nejvýše v 860 m v Beskydech na hranici se Slovenskem.

## Ekologie
Je teplomilný hemikryptofyt rostoucí hlavně na osvětlených stanovištích s vysýchavou, hlinitou půdou hojně zásobenou humusem a vápníkem, nejčastěji na podloží z opuky. Vyskytuje se v místech s nízkou vegetací, na suchých stráních, loukách, pastvinách, mezích, v lesních lemech a řídkých křovinách, druhotně i na železničních a silničních náspech. Kvete v období od července do září, plody dozrávají až do října. Počet chromozomů 2n = 34, stupeň ploidie x = 2.

## Popis
Vytrvalá ostnitá rostlina s dvanácti až dvaceti listy v přízemní růžici a jedinou květonosnou lodyhou dlouhou od 3 do 10 cm; která vyrůstá z  oddenku. Lodyha je přímá, jednoduchá, mělce rýhovaná, někdy chlupatá a většinou bezlistá. Listy v růžici mají křídlatý řapík, jsou vejčitě až podlouhle kopinaté, čepel mívají dlouhou 12 až 20 cm, širokou 2 až 3 cm a po obvodě dělenou peřenoklanně až peřenosečně. Listové úkrojky jsou široce laločnaté, trojúhelníkovité, čtvercové či pětiúhlé, po obvodě ostnité, koncový osten úkrojku je 2 až 5 mm dlouhý a nažloutlý, na líci listu nejsou osténky a na rubu je vyniklá žilnatina. Někdy se objeví listy i na lodyze, vyrůstají střídavě, může jich být do šesti a jsou podobného tvaru jako listy v růžici, nejspodnější je největší, 3 až 5 cm, ostatní se směrem vzhůru zmenšují.
Na vrcholu lodyhy bývá většinou pouze jeden, řidčeji dva až tři, krátce stopkatý úbor s nachovými květy, velký v průměru až 5 cm. Úbor s plochým lůžkem je podepřen několika ostnitými listeny a jeho podlouhlý, vejčitý či válcovitý, víceřadý zákrov bývá asi 3 cm dlouhý a 2 cm široký. Listeny zákrovu jsou zelené, kopinaté, střechovitě uspořádané a mají ven zahnutou špičkou. Květy v úboru jsou stejně velké, mají zvonkovitě rozšířenou trubkovitou korunu nachové barvy o délce asi 3 mm, kalich je později přeměněn v chmýr. Morfologicky jsou všechny květy oboupohlavné, některé však bývají funkčně pouze samičí. Produkují nektar a opylovány jsou hmyzem, hlavně čmeláky.

## Rozmnožování
Z opylených květů vznikají koncem léta plody, podlouhlé, 4 mm velké nažky hnědé barvy. Tato semena mají v době zralostí asi 2,5 mm dlouhý, víceřadý, pérovitý chmýr a jsou za jeho přispění ze schnoucího zákrovu odnášena větrem daleko do okolí. Na zem spadlá semena roznášejí také mravenci. Velká část semen je neplodných, neboť jsou v době dozrávání parazitována larvami nosatcovitých brouků čeledi (Curculionidae), dvoukřídlých (Syrphidae a Tephritidae) a drobných motýlů (Microlepidoptera). Na krátké vzdálenosti se bylina rozšiřuje rozrůstáním oddenku.

## Význam
Rostlina je bez valného ekonomického významu. Při růstu na spásaných loukách se jí pro ostnité listy zvířata vyhýbají a na sečených většinou listy zůstávají neposečené.

## Kříženci
Pcháč bezlodyžný se samovolně kříží s řadou pcháčů a vytváří plodné potomky, které jsou schopné se dále množit. V podmínkách české přírody se nejčastěji objevují tyto hybridy:
- Cirsium ×alpestre Nägeli – (C. acaulon × C. heterophyllum)
- Cirsium ×freyerianum W. D. J. Koch – (C. acaulon × C. pannonicum)
- Cirsium ×heerianum Nägeli – (C. acaulon × C. rivulare)
- Cirsium ×kirschlegeri Sch. Bip. ex Peterm. – (C. acaulon × C. palustre)
- Cirsium ×rigens (Dryand.) Wallr. – (C. acaulon × C. oleraceum)
- Cirsium ×sabaudum M. Löhr – (C. acaulon × C. vulgare)
- Cirsium ×sextenum Ausserd. ex Huter – (C. acaulon × C. arvense)
- Cirsium ×winklerianum Čelak. – (C. acaulon × C. canum)[4][8]

## Ohrožení
Vhodných míst pro růst pcháče bezlodyžného v české přírodě postupně ubývá a následně se snižují i počty vykvétajících rostlin. Proto je v „Červeném seznamu ohrožených druhů České republiky“ z roku 2017 hodnocen jako vzácnější taxon vyžadující pozornost (C4a).

## Galerie

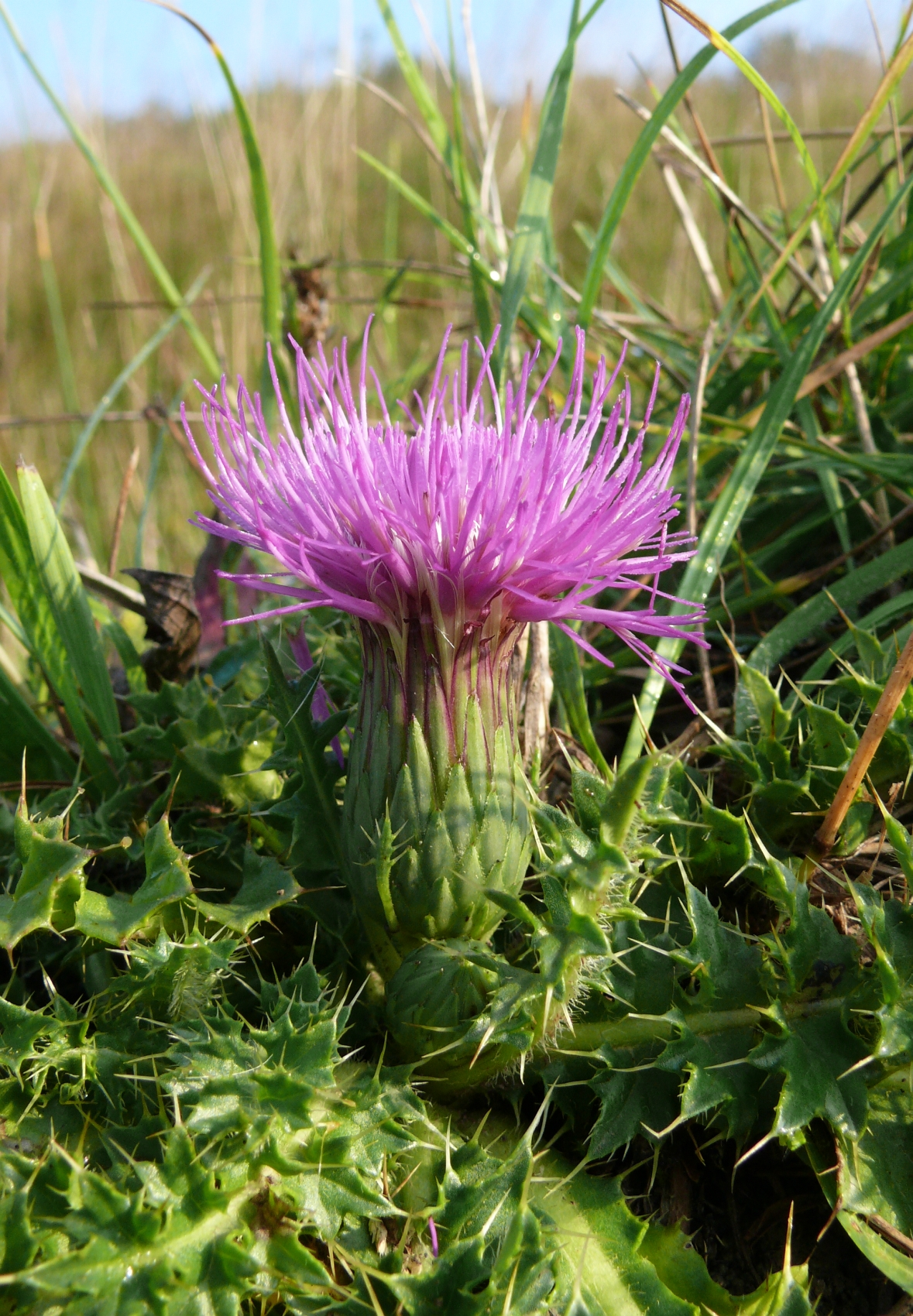
Úbor a listy
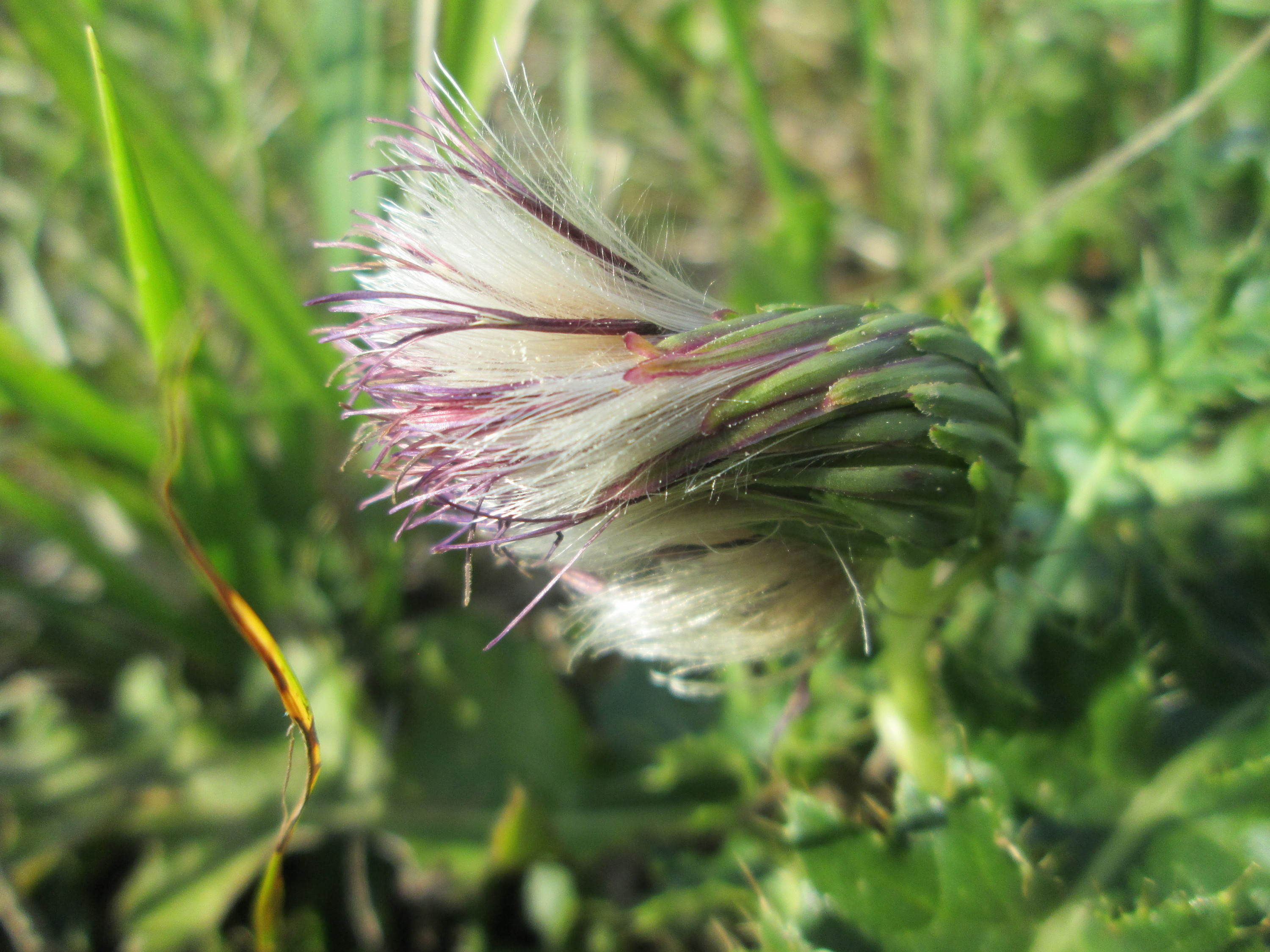
Chmýr s nažkami
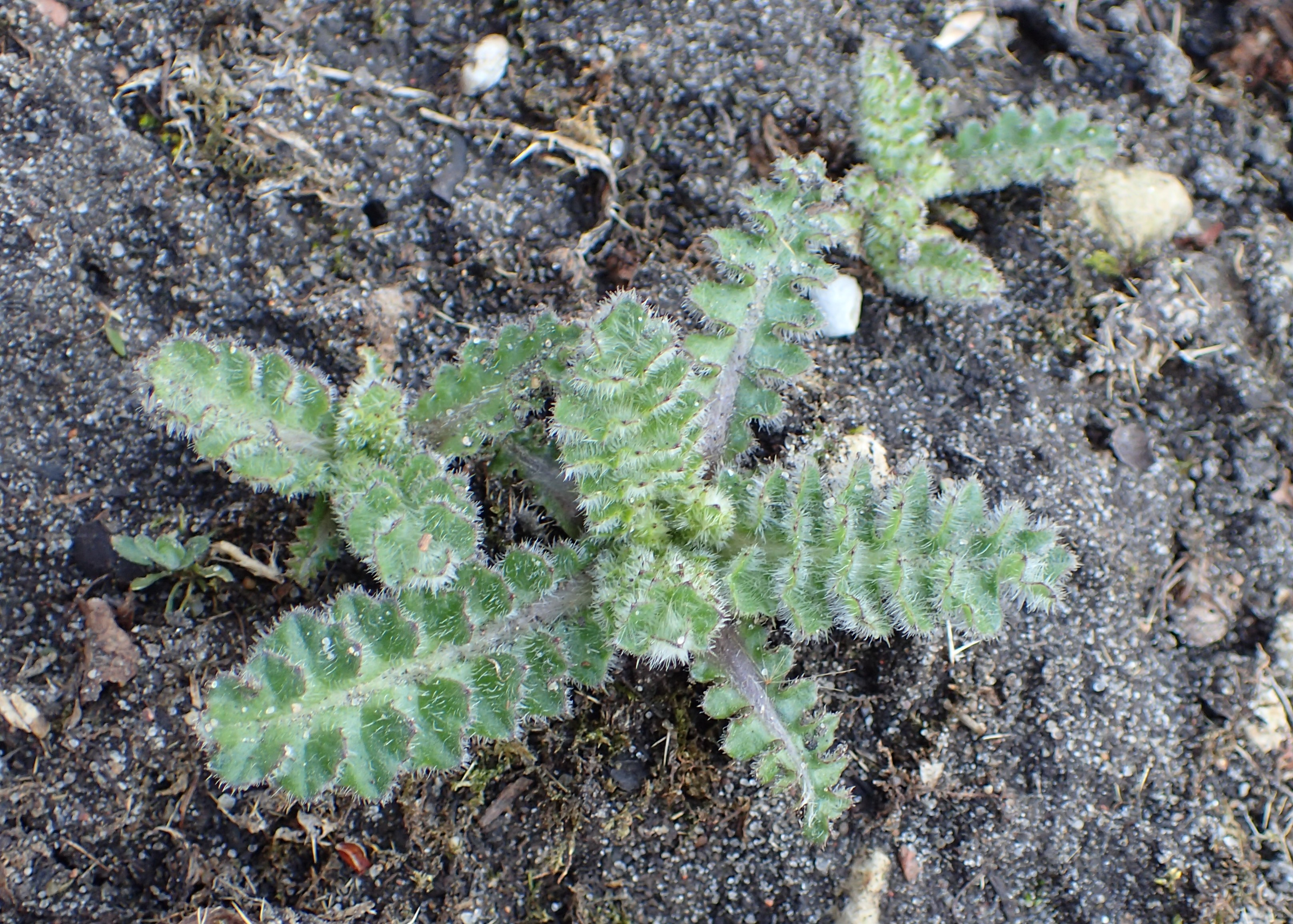
Semenáče